# Gramática de la lengua común de los griegos
La Gramática de la lengua común de los griegos (en griego Γραμματικὴ τῆς κοινῆς τῶν Ἑλλήνων Γλώσσης) es la primera gramática conocida del griego moderno. La escribió el humanista corfiota Nikoláos Sofianós alrededor de 1550, aunque no fue editada hasta 1870. La finalidad de esta gramática era servir de complemento para la redacción de una serie completa de obras para educar al pueblo griego en su propia lengua, y no en griego antiguo.

## Contenido
La obra está estructurada en una serie de capítulos que tratan los temas más básicos de la gramática tradicional: el alfabeto y las partes de la oración, sin hacer mención a la sintaxis. Comienza, como era normal en las gramáticas de esta época, definiendo el concepto de gramática:

Ἡ γραμματικὴ ἔναι μία τέχνη ὁποῦ μᾶς παιδεύει νὰ γράφομεν καὶ νὰ λαλοῦμεν ὀρθά.
La gramática es un arte que nos enseña a escribir y hablar correctamente.
Gramática de la lengua común de los griegos.

El grueso de la gramática es, de hecho, una traducción sintética al griego moderno de la célebre Tékhne Grammatiké de Dionisio de Tracia. En su versión, Sofianós resume gran parte de las explicaciones filológicas de Dioniso, suprimiendo todo el contenido filosófico y centrándose en las reglas y la terminología. Además, adapta las explicaciones allí donde es necesario, como en la cantidad de números (3 en griego antiguo, 2 en moderno); el número de conjugaciones, que se reduce a la mitad (de 13 a sólo 6) o el artículo definido, que disgrega del pronombre relativo. Sofianós incluye además una extensa explicación sobre la formación del participio y amplía la información sobre la prosodia y el adverbio.
La gran diferencia entre ambas obras es el amplio espacio que dedica Sofianós a la construcción de la declinación y la conjugación, a diferencia de la obra de Dionisio, en que sólo se mencionan y delimitan estas categorías. Sofianós expone detalladamente el paradigma de las 7 declinaciones que establece para el griego moderno, facilitando abundantes ejemplos y excepciones. Incluye el dativo en sus paradigmas, pero la forma que presenta es siempre idéntica al genitivo (el dativo ya se había perdido en la lengua oral, recogiendo el genitivo gran parte de sus antiguas funciones). La conjugación verbal antigua se había simplificado mucho en griego moderno, que construye muchos tiempos de manera perifrástica. No obstante, Sofianós, que bebe de Dionisio de Tracia, presenta todos los tiempos y modos del griego antiguo y ofrece, por tanto, las perífrasis correspondientes a cada uno de estos tiempos, lo que le ocupa más de la mitad de la gramática.
En cuanto a la ortografía, prescinde totalmente de la iota suscrita y utiliza «ἱ» y «οἱ» para el artículo definido masculino y femenino respectivamente, en lugar de los convencionales entonces: «οἱ» para el masculino y «ῇ» o «αἱ» para el femenino.
Al final de la obra incluye un epílogo en el que explica la finalidad de su obra y sus intenciones: producir una serie completa de obras para educar al pueblo griego en su propia lengua, y no en griego antiguo, escribiendo esta gramática como complemento a las varias obras didácticas clásicas que había traducido al griego moderno. Sin embargo, su actividad no siguió más allá de 1551, por lo que se cree que la muerte le sobrevino ese año.